# Sándor Zita
Sándor Zita (Zirc, 1993. augusztus 25. –) labdarúgó, hátvéd. Jelenleg a Dorogi Diófa SE labdarúgója.

## Pályafutása

### Klubcsapatban
2005-ben a Gizella Veszprémi SE csapatában kezdte a labdarúgást. 2009-től 2011 év végéig a Ferencváros játékosa volt. Tagja volt a 2009–10-es magyar kupa-döntős csapatnak. 2012. februárjában a Femina csapatához szerződött, ahol fél idényt töltött el. A 2012–13-as szezont a Belvárosi NLC labdarúgójaként kezdte, majd 2013 nyarán visszatért a Feminához.

## Sikerei, díjai
- Magyar női labdarúgókupa
  - döntős: 2010